# Flachsbach (Werra)
Der Flachsbach ist ein linker Nebenbach der Werra im Norden von Hessen, Deutschland.

## Beschreibung
Das Tal des Flachsbachs liegt etwa 5 Kilometer südlich der nordhessischen Kleinstadt Witzenhausen, der Bach mündet etwa 700 Meter oberhalb des Zentrums des eingemeindeten Dorfs Wendershausen in die Werra ein. Nahe der Mündung liegt die ehemalige Flachsbachsmühle. Die heute isoliert liegende Mühle bildet einen Siedlungsrest der wüst gefallenen Ortschaft Flasbach (bezeugt vom 14. bis ins 16. Jahrhundert). Nahe der Quelle des Nebenbaches Wechselgrund liegt der kleine Weiler Rückerode (Ortsteil von Hundelshausen). Ansonsten ist der Bach und sein gesamtes Einzugsgebiet siedlungsfrei. Das Einzugsgebiet ist zu etwa drei Vierteln bewaldet, überwiegend mit Rotbuchenwald, zu etwa einem Viertel landwirtschaftlich genutzt, fast ausschließlich als Grünland.
Naturräumlich gehört das gesamte Einzugsgebiet zum Soodener Bergland (Kennziffer 358.02), einem Teil des Unteren Werraberglands. Dieses bildet geologisch einen Teil des Unterwerrasattels. Hier treten im Sattelkern variszisch gefaltete Gesteine des Paläozoikums an die Erdoberfläche. Der größte Teil des Einzugsgebiets ist geprägt durch die Werra-Grauwacke, einen nährstoffarmen, sauer verwitternden Sandstein. Im Unterlauf quert das Bachtal den Unteren und Mittleren Buntsandstein und, nahe der Mündung, den Muschelkalk. Für den Bachchemismus prägend ist eine Störungszone im Osten des Haupttals, oberhalb der Einmündung des Wechselgrunds. Hier bilden Dolomitgestein des oberen und mittleren Zechstein den Untergrund. Die hier austretenden Quellen haben Kalktuff abgeschieden und führen dazu, dass der Bach karbonatisch geprägt ist. Das Quellgebiet ist als „Kalksinterquellen am Flachsbach südlich von Wendershausen“ eine Teilfläche des Natura 2000-Gebiets („FFH-Gebiet“) „Werra- und Wehretal“.
Die oberste Quelle des Flachsbaches liegt etwas westlich des „Alten Gerichts“, einer historischen Gerichtsstätte (heute Wegekreuzung, Wanderparkplatz und Schutzhütte) am Fuß des Roggenbergs. Der Bach fließt zunächst nach Nordosten, schwenkt aber bald nach Norden. Im Oberlauf speisen zahlreiche namenlose, kleine Quellbäche und Quellen den Bach, die durch Quelltuffbildung (Kalktuff) ausgezeichnet sind. Das Bachtal, zunächst ein enges Kerbtal, liegt zwischen dem Mittelberg und dem Habichtsstein, zwei bewaldeten Bergkuppen von etwa 300 Meter Höhe. Der aus Zechsteindolomit gebildete Felsen des Habichtsteins überragt das Tal im Osten. Schon nahe der Mündung in die Werra – bei Bach-Kilometer 0,9 – mündet von links der Wechselgrund, der einzige größere Nebenbach des Flachbachs. Parallel zu diesem, direkt im Talgrund, verläuft die Kreisstraße 63 zwischen Wendershausen und Rückerode. Diese begleitet auch das Bachtal des Flachsbachs von hier bis zur Mündung in die Werra. Während der Oberlauf durchweg im Wald liegt, bildet der Unterlauf ein breiteres, offenes Wiesental. Der Bach selbst ist hier von einem schmalen Galeriegehölz aus Schwarzerle begleitet.
Daten zur Wasserführung und zum Abfluss des Flachsbachs liegen nicht vor.

## Ökologie
Der naturnahe, morphologisch nur wenig veränderte Bergbach gehört zum Fließgewässertyp 7: Grobmaterialreicher, karbonatischer Mittelgebirgsbach. In der Längszonierung ist er dem Epi- und Metarhithral zuzuordnen. Das Makrozoobenthos des Bachs bildet faunistisch eine typische Bergbach-Biozönose. Bemerkenswert ist das Vorkommen einiger für kalkreiche Bäche typischer Arten wie der Larven der Köcherfliegen Tinodes unicolor und Rhyacophila pubescens. Auch die quelltypische Art Synagapetus moselyi und die Eintagsfliegen Ecdyonurus subalpinus werden nur selten gefunden. Ebenfalls für Quellbäche typisch ist die Libellenart  Gestreifte Quelljungfer (Cordulegaster bidentata).
Einzige Fischart des Flachsbachs ist die Bachforelle.